# Highbury (Palmerston North)
Highbury est une banlieue de Palmerston North, Île du Nord de la Nouvelle-Zélande.

## Situation
La banlieue est localisée au nord-ouest du CBD (en).
La zone a les caractéristiques d’une zone de banlieue suburbaine et une population résidente de 4 886 habitants en 2018

## Toponymie
Le thème des noms des rues de Highbury va du nom des places britanniques (Brighton, Somerset, Lancaster, Coventry, Brentwood) en rapport avec les colons de Palmerston North (Monrad).

## Installation
Il y a de nombreux parcs et réserves.
Trois écoles fonctionnent dans le secteur : Somerset Crescent, Takaro, and Monrad Intermediate Schools.
Le principal campus dans Palmerston North de « Te Wananga o Aotearoa[citation nécessaire]
La taverne Cloverlea au coin de ‘Gillespies Line’ et ‘Tremaine Avenue’ est le principal pub local .
Le magasin de proximité nommé: 'Highbury Shops' est localise au coin de ‘ Highbury Avenue’ et de ‘Pembroke Street’  
Le « Monrad Rest Home» est localisé dans Highbury[citation nécessaire]
Westbrook est une banlieue à proximité.

## Démographie
La banlieue de Highbury, comprenant la zone statistique de «Highbury East» et «Parc West», couvre 2,09 km2.
Elle avait une population de 4 866 habitants lors du recensement de 2018 en Nouvelle-Zélande, en augmentation de 492 personnes (11,2 %) depuis le recensement de 2013, et une augmentation de 261 personnes (5,7 %) depuis le recensement de 2006 en Nouvelle-Zélande.
Il y avait 1 752 logements.
On notait la présence de 2 292 hommes et de 2 571 femmes, donnant un sexe ratio de 0,89 homme pour une femme, avec 1 131 personnes (23,2 %) âgées de moins de  15 ans , 993 personnes (20,4 %) âgées de  15 à 29 ans , 1 857 personnes (38,2 %) âgées de 30 à 64 ans, et 879 personnes (18,1 %) âgées de 65 ans ou plus.
L’ethnicité était pour 65,2 % européens/Pākehā, 31,7 % Māoris, 11,8 % personnes venant de l’Océan Pacifique, 9,0 % d’origine asiatique et 2,0 % d’une autre ethnicité (le total peut faire plus de 100 %  dans la mesure où une personne peut s’identifier de multiples ethnies en fonction de leur parenté).
La proportion de personnes nées outre-mer était de 16,3 %, comparée avec les 27,1 % au niveau national.
Bien que certaines personnes objectent de donner leur religion, 46,0 % n’avaient aucune religion, 37,2 % étaient chrétiens, 1,4 % étaient Hindouistes, 2,5 % étaient musulmans, 0,4 % étaient bouddhistes et 4,9 % avaient une autre religion.
Parmi ceux d’au moins  15 ans d’âge , 399 personnes (soit 10,7 %) avaient un niveau de licence ou un degré universitaire supérieur , et 1 035 personnes (soit 27,7 %) n’avaient aucune qualification formelle.
Le statut d’emploi parmi ceux d’au moins 15 ans d’âge était pour 1 500 personnes (soit 40,2 %) : employées à plein temps, pour 465 personnes (soit 12,4 %) un emploi à temps partiel et 240 personnes (soit 6,4 %) étaient sans emploi.
| Nom              | Population | logements | âge médian | revenus médians |
| ---------------- | ---------- | --------- | ---------- | --------------- |
| Highbury East    | 2958       | 918       | 29,6 ans   | 20 300 $.       |
| Park West        | 1908       | 834       | 47,9 ans   | 25 700 $.       |
| Nouvelle-Zélande |            |           | 37,4 ans   | 31 800 $        |

## Parcs et réserves
- Monrad Park
- Takaro Park
- Opie Reserve
- Marriner Reserve
- Part of the Kawau Stream Reserve
- Tui Reserve
- Pembroke Reserve
- Oriana Reserve
- Farnham Reserve

## Gouvernance locale et représentation
Highbury est une partie du ward de Takaro .

## Gouvernance centrale et représentation
Générale
Highbury est située dans les limites de l’électorat de  Palmerston North .
Māori
Highbury est une partie de l’électorat de Te Tai Hauāuru (en).